# مجنون (مینی‌سریال)
مجنون (به انگلیسی: Maniac)؛ یک مینی‌سریال آمریکایی در ژانر کمدی سیاه است که توسط کری فوکوناگا و پاتریک سامرویل ساخته شده‌است. فیلم‌نامه این مینی‌سریال؛ اقتباسی از سریال نروژی به همین نام است. پاتریک سامرویل فیلم‌نامه بیشتر قسمت‌ها را نوشته‌است و کری فوکوناگا نیز کارگردانی تمامی اپیزودها را برعهده داشته‌است. دیوانه‌وار از محصولات اصلی نت‌فلیکس است و توسط همین شرکت ساخته و پخش شده‌است. فصل اول سریال که شامل ۱۰ قسمت می‌باشد؛ در تاریخ ۲۱ سپتامبر ۲۰۱۸ از سوی نت‌فلیکس منتشر شد. اما استون و جونا هیل ستارگان اصلی سریال هستند. بعد از فیلم خیلی بد این دومین باری است که استون و هیل در یک اثر با یکدیگر همبازی می‌شوند.جاستین ثرو، سونویا میزونو، گابریل بیرن و سالی فیلد نیز از دیگر بازیگران سریال هستند. سریال، داستان زن و مرد جوان و غریبه به نام‌های آنی و اوون را دنبال می‌کند که در حال سپری کردن آخرین مراحل یک محاکمه دارویی مرموز در آزمایشگاهی عجیب هستند. این در حالی است که آنی و اوون هردو گذشته و مشکلات پیچیده‌ای دارند که به مرور راز آن‌ها برملا می‌شود و تقدیرشان را به هم گره می‌زند.
کار تصویربرداری سریال از تاریخ ۱۵ اوت ۲۰۱۷ در نیویورک آغاز شد و بعد از سه ماه فیلمبرداری در اواخر نوامبر ۲۰۱۷ به پایان رسید. دیوانه‌وار با واکنش مثبت بیشتر منتقدان مواجه شد و نمرات خوبی دریافت کرد.منتقدان تیم بازیگری و به خصوص بازی جونا هیل و اما استون را یکی از نکات قوت سریال دانستند.

## بازیگران
- اما استون
- جونا هیل
- جاستین ثرو
- سونویا میزونو
- گابریل بیرن
- سالی فیلد
- لِـوْ گورن